# Nabucco
Nabucco (Abkürzung von Nabucodonosor, der italienischen Namensform von Nebukadnezar) ist der Titel einer Oper von Giuseppe Verdi, welche 1841 komponiert und am 9. März 1842 im Teatro alla Scala in Mailand uraufgeführt wurde.
Das Libretto stammt von Temistocle Solera (1815–1878). Die Oper hat einerseits das Streben des jüdischen Volkes nach Freiheit aus der babylonischen Gefangenschaft zum Thema. Andererseits steht die extreme Selbstüberschätzung des Titelhelden Nabucco, des biblischen Nebukadnezar II., im Zentrum. Nabucco will sich der Handlung der Oper nach selbst zu Gott machen. Er wird daraufhin mit Wahnsinn geschlagen und erst durch die Bekehrung zum Gott der Hebräer geheilt.

## Handlung

### Erster Akt: „Gerusalemme“ – Jerusalem
Im Tempel des Salomon in Jerusalem
Die Hebräer samt den Leviten sind in Salomons Tempel versammelt, um das Schicksal der Israeliten zu beklagen, die vor kurzem von dem babylonischen König Nabucco besiegt wurden. Dieser marschiert gerade in die Stadt ein. Der Hohepriester Zaccaria ermutigt seine Gefolgsleute, die Hoffnung nicht aufzugeben, da sie in Nabuccos Tochter Fenena eine wertvolle Geisel besitzen. Fenena wird durch Ismaele bewacht, den Neffen des Königs Sedecia von Jerusalem. Ismaele ist in Fenena verliebt, die ihn unter großem persönlichem Risiko befreit hatte, als er Gefangener in Babylon war. Diese Gunst möchte er nun zurückgeben. Die zwei planen fortzulaufen, als Abigaille, von der jeder glaubt, sie sei Nabuccos erstgeborene Tochter, an der Spitze von als Hebräer verkleideten babylonischen Soldaten den Tempel betritt. Abigaille offenbart Ismaele ihre Liebe und bietet an, alle Hebräer freizulassen, wenn er ihre Liebe erwidert. Ismaele will sich nicht erpressen lassen. Währenddessen begehren Hebräer, die von Nabuccos Soldaten gejagt wurden, Zuflucht im Tempel. Nabucco erscheint. Zaccaria droht, Fenena zu töten, wenn Nabucco und seine Leute es wagen, den heiligen Platz zu missachten. Er hebt den Dolch, aber Ismaele schreitet ein und rettet sie vor dem Tod. Zaccaria verdammt den Verräter. Nabucco umarmt seine Tochter und befiehlt, den Tempel niederzubrennen.

### Zweiter Akt: „L’Empio“ – Der Frevler
Die königlichen Zimmer im Palast in Babylon
Aus einem von Nabucco geheimgehaltenen Dokument erfährt Abigaille ihre wahre Herkunft. Sie ist nicht Nabuccos Erstgeborene, sondern die Tochter einer Sklavin.
Sie ist entschlossen, sich an Fenena zu rächen, der Nabucco den Thron anvertraut hat, während er die Hebräer bekämpft. Sie will ihre Rivalin töten, den Thron übernehmen und die Nachricht verbreiten, dass Fenena tot sei. Ihr Vorhaben wird durch den Hohepriester des Baal unterstützt.
In einem anderen Flügel des Palastes
Zaccaria ist frei. Er und seine Leute bekehren Babylonier, die zum jüdischen Glauben konvertieren. Der Chor der Leviten verwünscht Ismaele, da er Fenena das Leben gerettet hat. Sie verachten ihn wegen seines Verrates (Fluchtmöglichkeit für Fenena). Zaccaria gebietet dem Chor Einhalt – Ismaele sei kein Verräter, da er das Leben einer Konvertierten gerettet hat.
Abigaille ist dabei, ihren Plan auszuführen, die Macht an sich zu reißen, als Nabucco zurückkehrt. Er ergreift die Krone und erklärt sich selbst zum Gott, den die Leute bis in alle Ewigkeit anbeten sollen. Blitze schlagen neben dem König ein, er verliert den Verstand. Abigaille setzt sich die Krone auf.

### Dritter Akt: „La profezia“ – Die Weissagung
Die hängenden Gärten im königlichen Palast in Babylon
Abigaille, die sich selbst zur Königin ernannt hat, sitzt auf dem Thron im Beisein des Hohepriesters des Baal, um die Huldigung der Adligen zu empfangen. Der wahnsinnig gewordene Nabucco erscheint. Abigaille bringt ihn mit List dazu, das Dokument zu unterschreiben, mit dem das Todesurteil der Hebräer, inklusive der konvertierten Fenena, vollstreckt werden kann.
Nabucco begreift dies zu spät, protestiert und droht Abigaille, die Details ihrer Geburt offenzulegen. Er sucht nach dem Dokument über ihre Herkunft, aber Abigaille hat es schon und zerreißt es. Sie übergibt den alten König den Wachen und lässt ihn einsperren. Nabucco bittet sie um Verzeihung und verspricht, den Thron abzutreten, wenn Abigaille Fenena verschont. Abigaille lehnt den Vorschlag ab.
An den Ufern des Euphrat

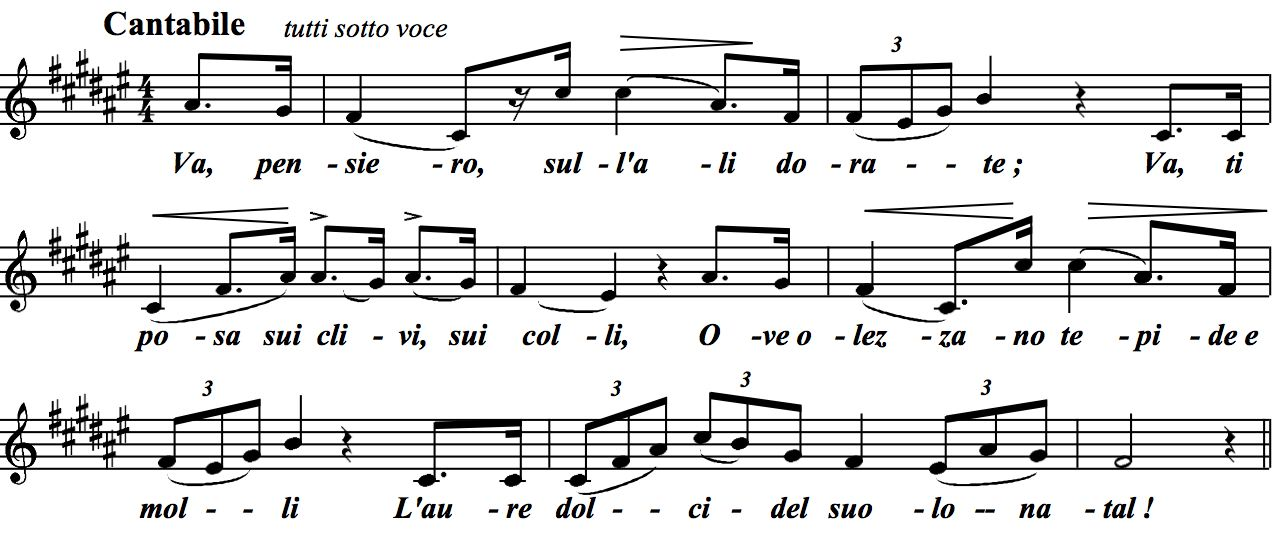
Melodie und Text der ersten Strophe des Gefangenenchors Va, pensiero

Die Hebräer, zur harten Arbeit verdammt, beklagen ihr „schönes und verlorenes Heimatland“ im Gefangenenchor Va, pensiero, sull’ali dorate („Steig, Gedanke, auf goldenen Flügeln“) und rufen den Herrn um Hilfe.
Zaccaria ermutigt sein Volk mit der Prophezeiung von der Heimsuchung und dem Untergang Babylons.

### Vierter Akt: „L’idolo infranto“ – Das zerbrochene Götzenbild
Räume des königlichen Palastes in Babylon
Nabucco, der aus einem tiefen Schlaf voller Alpträume erwacht, hört Fenenas Namen von der Straße; die Gefangenen und Fenena werden zur Hinrichtung geführt. In diesem Moment väterlicher Angst verlässt ihn der Wahnsinn. Nabucco kniet nieder, um den Gott der Hebräer um Erbarmen anzuflehen und ihm Verehrung zuzusagen. Plötzlich öffnet sich das Tor, und eine Gruppe königstreuer Wachen erscheint. Mit gezogenem Schwert folgen sie ihm, um seine Krone zurückzufordern und Fenena zu befreien.

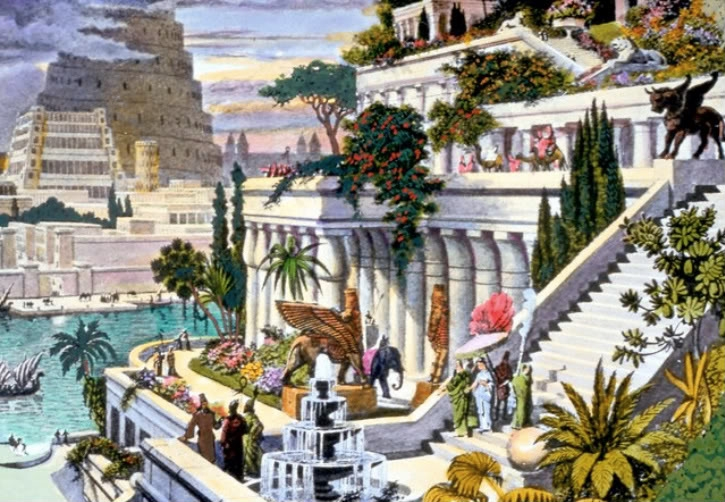
Die hängenden Gärten von Babylon. Kolorierte Radierung aus dem 19. Jahrhundert.

In den hängenden Gärten des königlichen Palastes in Babylon
Fenena wurde mit anderen Hebräern zum Opferaltar in den hängenden Gärten gebracht. Der Hohepriester des Baal führt die Opferzeremonie durch, als Nabucco und seine Gefolgsleute eintreten. Er befiehlt, das Götzenbild umzustürzen. Es fällt zu Boden und zersplittert. Die Juden sind befreit, und Nabucco ermahnt seine Leute, sich vor dem Gott der Juden Jehovah zu verneigen. Die besiegte Abigaille vergiftet sich. Sterbend bittet sie den Gott der Hebräer um Vergebung. Nabucco preist zusammen mit dem Volk Israels Jehovah und die wiedergewonnene Freiheit.

## Musik

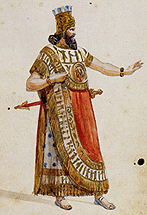
Kostümskizze für Nabucco für die Originalproduktion

Es handelt sich um eine Nummernoper. Auffälligerweise sind von den 15 Nummern allein vier für Chor, der auf eine neue und dramatische Weise eingesetzt wird, in Nr. 1 z. B. ein-, drei- oder siebenstimmig, je nach Inhalt und Protagonisten. Sechs Nummern zeigen die typische Form der vierteiligen Belcanto-Arie: einleitendes Rezitativ als Handlungsverortung, langsamer Arienteil (Cantabile), Szene als neuer Handlungsimpuls und Begründung für den schnellen Arienteil (Cabaletta). Das sind in reiner Form die Nummern 2 und 5, in etwas erweiterter Form die Nummern 4, 8, 10 und 12. Vier Gebete (in Nr. 6, 12, 14 und 15) bilden jeweils als Cantabile lyrische Ruhepole in emotionaler und energiegeladener Umgebung.
Die Ouvertüre (Sinfonia genannt), die in Orchesterkonzerten oft außerhalb des Gesamtwerks gespielt wird, besteht größtenteils aus Themen aus der Oper, und zwar: Ächtung Ismaels durch die Hebräer (Nr. 7), Gefangenenchor (Nr. 11), Falschmeldung, dass Nabucco tot und Abigaille die neue Herrscherin sei (Nr. 5), Verstoßung Ismaels, nachdem er Fenena vor dem Opfertod gerettet hat (Nr. 4) und Abigailles Frohlocken, das den kranken Nabucco brüskiert und zur Kapitulation zwingt (Nr. 10). Danach werden die Zitate aus Nr. 7, 5 und 4 in vertauschter Reihenfolge wiederholt.
Eine Bühnenkapelle wird in der Oper ausgiebig eingesetzt, sowohl für den Marsch der Babylonier, der Nabucco bei seiner Ankunft begleitet und später noch dreimal aufgegriffen wird, als auch für Fenenas Trauermarsch, der auch doppelt erklingt und mit seinem g-Moll aus dem As-Dur Umfeld deutlich heraussticht. Treibende, energiegeladene Rhythmen sind ein bemerkenswertes Merkmal eines Großteils der Musik, kontrastiert mit lyrischeren Momenten, die für dramatisches Tempo sorgen. Sowohl der Bass Zaccaria in seinem Gebet Vieni o Levita, einem ruhigen Stück mit der ungewöhnlichen Begleitung von sechs Celli, als auch der Bariton Nabucco in seiner Wahnsinnsszene und anderen Passagen erhalten Musik von großer Ausdruckskraft, die den Sängern hervorragende Möglichkeiten bietet, aber die Tenorrolle des Ismaele ist vergleichsweise unbedeutend, ungewöhnlich für eine Verdi-Oper. Die Musik für Abigaille ist äußerst anspruchsvoll und erfordert einen Sopran, der sowohl sehr tief als auch sehr hoch mit dramatischer Kraft singen kann und auch zu virtuoser stimmlicher Gestaltung fähig ist. Ihre Todesarie am Schluss wird im ersten Teil (e-Moll) grundiert durch eine dunkle, kreisende Cello-Melodie, während der verklärende Durteil durch helle Flötendreiklänge begleitet ist. Durch das Wiedereinsetzen des Cellos deutet Verdi an, dass Abigailles Hinwendung zu Jehova zu spät kommt.
In feiner Charakterisierung hat Verdi mit viel handwerklicher Raffinesse einzelne Momente hervorgehoben. Im Finale des zweiten Teils (Nr. 8) ruft Fenena mittels einer Quintfallsequenz zu schnellem Handeln auf und der Schock über Nabuccos Hybris, sich als Gott verehren zu lassen, ist als zwölftaktiger Kanon der vier zentralen Solisten Nabucco, Abigaille, Ismael und Fenena gestaltet. Die Handlung steht, man singt sotto voce (für sich) und die Einsätze sind enggeführt, weil der neue Einsatz nach dem elften statt zwölften Takt erfolgt, die Figuren sich also nicht ausreden lassen. In Nr. 10 giftet Abigaille mit einer spanischen Kadenz gegen Nabucco, der kurz darauf kapituliert. Und das letzte Gebet aller Solisten (außer Abigaille) und Chor nach der Konversion Nabuccos und Rettung Fenenas in Nr. 15 ist als erhabenes a-cappella-Cantabile gestaltet.

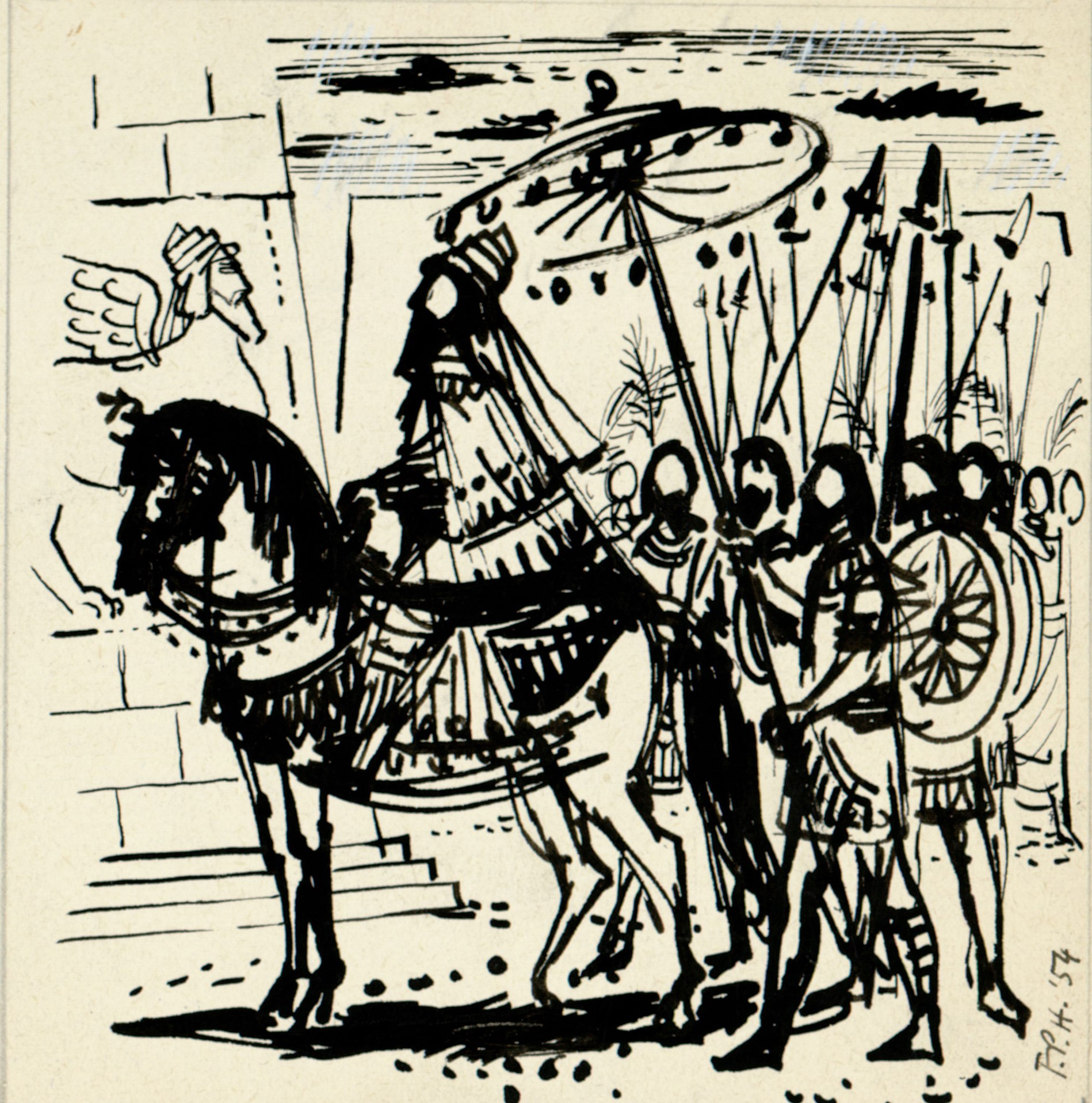
Zeichnung für das Libretto von Nabucco (1954)

### Besetzung
Das Werk ist neben den Gesangssolisten mit einem vierstimmigen Chor besetzt. Nach der kritischen Ausgabe von Roger Parker besteht das Orchester aus den folgenden Instrumenten:
- Holzbläser: zwei Flöten (2. auch Piccolo), zwei Oboen (2. auch Englischhorn), zwei Klarinetten, zwei Fagotte
- Blechbläser: vier Hörner, zwei Trompeten, drei Posaunen, Cimbasso
- Pauken, Schlagzeug: Große Trommel, Kleine Trommel, Triangel
- zwei Harfen
- Streicher: Violinen 1, Violinen 2, Violen, Violoncelli, Kontrabässe
- Bühnenmusik: Banda

## Geschichte
Nach dem Misserfolg der musikalischen Komödie Un giorno di regno wollte Verdi bereits das Komponieren aufgeben. Bartolomeo Merelli, der damalige Direktor der Mailänder Scala, konnte ihn jedoch überreden, den Entschluss rückgängig zu machen. Er übergab Verdi das Libretto von Temistocle Solera, das ursprünglich von Otto Nicolai vertont werden sollte, der den Auftrag jedoch abgelehnt hatte. Verdi war von dem Stoff gefesselt und begann sofort mit der Komposition. „Einen Tag ein Vers, am anderen Tag einen anderen Vers, einmal eine Note, ein andermal eine Phrase, so nach und nach entstand die Oper.“
Nabucco markiert den Beginn der „Galeerenjahre“ Verdis, in denen er sich von immer neuen Verträgen zum Schreiben von nicht immer erfolgreichen Opern treiben ließ. Der Begriff geht auf einen Brief Verdis von 1858 zurück: „Seit Nabucco habe ich sozusagen keine ruhige Stunde mehr gehabt. Sechzehn Jahre Galeerenarbeit“, schrieb dort der Komponist – also von 1842 bis 1858. 

## Rezeption
Nabucco war der erste große Erfolg Verdis auf der Opernbühne. Die Oper wurde als letztes Werk der Spielzeit 1841/1842 an der Mailänder Scala am 9. März 1842 uraufgeführt, und sie war so erfolgreich, dass es in der nächsten Spielzeit, die im Herbst 1842 begann, 57 Wiederholungen gab.
Das Werk wurde von Publikum und Kritik grundsätzlich sehr gut aufgenommen. In Paris allerdings bemängelten Kritiker den übermäßigen Einsatz der Blechbläser. So erschien nach der Pariser Premiere das folgende Epigramm:

« Vraiment l’affiche est dans son tort,
en faux on devrait la poursuivre.
Pourquoi nous annoncer Nabucodonos-or
quand c’est Nabucodonos-cuivre? »

„Wahrlich hat das Plakat unrecht,
 es sollte wegen Falschaussage verklagt werden.
Warum uns ein Nabuccodonos-Or ankündigen,
wenn es sich um ein Nabuccodonos-Blech handelt?“

### Nabucco, eine „politische Oper“
Verdi war ein engagierter Komponist. Zu der Zeit, als der Komponist die Musik zu Nabucco schrieb, stand die Mailänder Bevölkerung unter österreichischer Herrschaft. Die Oper kann als Aufruf eines Volkes zur Unabhängigkeit gesehen werden, mit dem Va, pensiero als Höhepunkt, der auch als „Gefangenenchor“ bekannt ist und eine Hymne auf die Freiheit darstellt.
Die Tatsache, dass Verdi zu dem Zeitpunkt, als Nabucco zum ersten Mal aufgeführt wurde, ein engagierter Komponist war, kann angezweifelt werden. Laut dem französischen Historiker Pierre Milza „kann Nabucco zwar als die erste von Verdis ‚patriotischen Opern‚ angesehen werden, doch weder das Mailänder Publikum noch wahrscheinlich der Komponist selbst waren sich sofort der ‚revolutionären“ Botschaft bewusst, deren Träger er war“, und der Autor fügt hinzu: „1842 gab es nur wenige, die sich für die liberale und nationale Sache einsetzten". Die ersten „patriotischen“ Demonstrationen sollen 1846 in Bologna stattgefunden haben.
Die Identifikation des italienischen Volkes mit dem Freiheitsstreben und dem Wunsch einer Einheit Italiens, der insbesondere im bekannten Gefangenenchor Va, pensiero zum Ausdruck kommt, geht nicht direkt auf die Entstehungszeit der Oper zurück. Vielmehr handelt es sich um eine retrospektive Konstruktion im Kontext der italienischen Nationsbildung ab den 1860/1870er Jahren, die in den ersten Verdi-Biografien Ende des 19. Jahrhunderts übernommen wurde.
Nabucco als Symbol der italienischen Einigung wurde unter der Leitung von Riccardo Muti am 12. März 2011 im Teatro dell’Opera di Roma in Anwesenheit des Präsidenten der Italienischen Republik, Giorgio Napolitano, und des Ministerpräsidenten, Silvio Berlusconi, anlässlich des 150. Jahrestages der italienischen Einheit (17. März 1861) aufgeführt. Diese Aufführung von Va, pensiero führte zu Reaktionen aus dem Publikum, auf die Riccardo Muti reagierte, indem er ausnahmsweise eine Zugabe des Liedes gewährte und das Publikum aufforderte, sich dem Chor anzuschließen.

## Aufnahmen (Auswahl)
- 1949: Gino Bechi, Maria Callas, Luciano Neroni, Gino Sinimberghi, Orchestra del Teatro San Carlo di Napoli unter Vittorio Gui
- 1950: Paolo Silveri, Caterina Mancini, Gabriella Gatti, Mario Binci, Antonio Cassinelli, Orchestra Sinfonica della RAI di Roma unter Fernando Previtali
- 1964: Tito Gobbi, Elena Souliotis, Carlo Cava, Bruno Prevedi, Orchester der Wiener Staatsoper unter Lamberto Gardelli
- 1978: Matteo Manuguerra, Renata Scotto, Nicolai Ghiaurov, Veriano Luchetti, Philharmonia Orchestra unter Riccardo Muti
- 1979: Sherrill Milnes, Grace Bumbry, Ruggero Raimondi, Carlo Cossutta, Orchestre et Chœurs de l’Opéra National de Paris unter Nello Santi, (live)
- 1982: Piero Cappuccilli, Plácido Domingo, Jewgeni Nesterenko, Ghena Dimitrova, Orchester der Deutschen Oper Berlin unter Giuseppe Sinopoli

## Varia
- Claudio S. Grafulla arrangierte Mitte des 19. Jahrhunderts Melodien aus der Oper zu einem Nabucco Quick Step.[12]
- Der „Dialogo del Nabucco“, ist ein 1683 uraufgeführtes Oratorium, das von Michelangelo Falvetti nach einem Libretto von Vincenzo Giattini komponiert wurde.
- Der erste Nabuchodonosor ist ein französisches Drama in vier Akten, geschrieben von Auguste Anicet-Bourgeois und Francis Cornu, das am 17. Oktober 1836 im Théâtre de l’Ambigu-Comique in Paris uraufgeführt wurde.
- Der zweite Nabuchodonosor ist ein fünfteiliges Ballett, das von Antonio Cortese, dem Direktor der Mailänder Scala, komponiert wurde, der es im Herbst 1838 zum ersten Mal aufführte.
- Die Melodie des Chors der hebräischen Sklaven (Va, pensiero) wurde mehrmals als italienische Nationalhymne vorgeschlagen.
- Das Nabucco-Pipeline-Projekt, der Bau einer Erdgas-Pipeline von der Türkei bis Österreich im Wert von zirka 14 Mrd. Euro, wurde 2009 nach der Oper benannt. Nach dem ersten Treffen des Konsortiums gingen die Teilnehmer in die Wiener Staatsoper, um sich die Oper anzusehen. Beim anschließenden Abendessen stimmten die Anwesenden bei der Suche nach einem Projektnamen für den Namen „Nabucco“.[13]